# Partido judicial de Tuy
El Partido judicial de Tuy es uno de los 45 partidos judiciales en los que se divide la Comunidad Autónoma de Galicia, siendo el partido judicial n.º 6 de la provincia de Pontevedra.
Comprende los municipios de La Guardia, Oya, El Rosal, Tomiño y Tuy.
La cabeza de partido y por tanto sede de las instituciones judiciales es Tuy. La dirección del partido se sitúa en la Plaza de la Inmaculada de la localidad. Tuy cuenta con tres Juzgados de Primera Instancia e Instrucción.